# Cakonski jezik
Cakonski ili tsakonski jezik (ISO 639-3: tsd), jedan od helenskih jezika kojim se služi pastirski narod Tsakona, vjerojatnog spartanskog porijekla naseljen na Peloponezu. Postoji nekoliko dijalekata: sjevernotsakonski (Kastanista-Sitena), južnotsakonski (Leonidio-Prastos) i propontis tsakonski (Vatka-Havoutsi) koji je nestao oko 1970. Drugi je jezik Tsakona grčki. 
Ima oko 1200 govornika (1981 J. Werner).

## Vanjske poveznice
- Ethnologue (14th)
- Ethnologue (15th)
- Tsakonia